# Zřizovatel školy
Zřizovatel je termín, který nekompromisně souvisí s každou organizací. Zřizovatel pokládá základní kámen, tedy vytváří podmínky pro vznik organizace, stanovuje pravidla a zásady jejího fungování. V případě školských zařízení se působnost zřizovatele a jeho kompetence ke stanovování pravidel a zásad odlišuje dle toho, zda jde o soukromý, či veřejný sektor. Zřizovatele škol upravuje a definuje školský zákon.

## Typy zřizovatelů škol
Odpovídající právní formu školy podle kategorie zřizovatele stanoví § 8 zákona č. 561/2004 Sb., o předškolním, základním, středním, vyšším odborném a jiném vzdělávání (školský zákon), ve znění pozdějších předpisů (dále jen „školský zákon“)

#### Veřejní zřizovatelé
Veřejní zřizovatelé zřizují školy ve formě příspěvkových organizací či právnických osob a řadí se mezi ně MŠMT (Ministerstvo školství, mládeže a tělovýchovy), kraje, obce či svazky obcí.

#### Neveřejní zřizovatelé
Mezi neveřejné zřizovatele škol se řadí registrované církve, náboženské společnosti a ostatní právnické nebo fyzické osoby. Tito zřizovatelé školy zakládají v právní formě školské právnické osoby podle školského zákona nebo v právní formě jiné právnické osoby podle zvláštních právních předpisů, jejichž předmětem činnosti je poskytování vzdělávání nebo školských služeb podle školského zákona. Neveřejní zřizovatelé nejčastěji využívají právní formy společností s ručením omezeným, školské právnické osoby a v poslední době též právní formy ústavu.

## Funkce zřizovatele školského zařízení
Zřizovatel školního zařízení má pravomoc školu nejenom zřídit, ale i zavřít. Školní zařízení vzniká listinou o zařízení a také zápisem do školského rejtříku. Zřizovatel za školu nejedná, pouze určí statutární orgán, který následně školské zařízení zastupuje. Zároveň má pravomoc jmenovat a odvolávat zástupce tohoto statutárního orgánu tj. nejčastěji ředitele, kterému i stanovuje plat.

#### Zřizovatelé základních škol
V případě základních škol je v drtivé většině zřizovatelem obec či svazek obcí. Následují pak kraje. Ilustrováno v tab.1.
Tabulka č.1.
| Zřizovatel             | Počet škol |
| ---------------------- | ---------- |
| MŠMT                   | 50         |
| Kraj                   | 306        |
| Obec anebo svazek obcí | 3635       |
| Církev                 | 42         |
| Soukromá osoba         | 113        |

### Obecjako zřizovatel

##### Zřizovatel kontroluje:
- finanční situaci - provádí finanční kontrolu, která je zakotvena v zákonu č. 552/91Sb. o státní kontrole [3]
- hodnotí školu - dle paragrafu 12 odst.5 školského zákona [3]
- vystupuje v roli nadřízeného orgánu - dle paragrafu 347 odst. 2 ZP [3]

##### Povinnosti:
Obec má jako zřizovatel školského zařízení povinnosti, které musí plnit. Řadí se mezi ně:
- vytvoření podmínek pro předškolní a základní vzdělávání
- v obci, kde je zřízen výbor pro národnostní menšiny, zajišťuje vzdělávání v jazyce národnostní menšiny
- zajišťuje stravování dětí a žáků
- stanovuje školské obvody MŠ i ZŠ
- předává školám seznam dětí k zápisům
- platí provoz a koná péči o majetek
- zřizuje školskou radu v ZŠ

##### Práva:
Obec jako zřizovatel školského zařízení disponuje především následujícími právy: 
- udělovat výjimky a Udělovat výjimky ze stanoveného počtu a doplácet chybějící prostředky v

případě výjimky na nižší počet (povinnost)
- Být přítomen při výkonu inspekční činnosti ČŠI
- Uplatňovat své zájmy - v ZŠ prostřednictvím ŠR - v MŠ prostřednictvím ředitele
- Zřizovat komisi pro výchovu a vzdělávání ( školskou)
- Dávat škole příspěvek na neinvestiční náklady (odměny zaměstnanců,pomůcky,učebnice…) jinak hrazené státem
- Vyhlásit konkurz (může-musí) na ředitele před skončením šestiletého období